# Platforma widokowa w Oborze
Platforma widokowa w Oborze, nazývaná také Platforma widokowa w Arboretum Bramy Morawskiej a česky lze přeložit jako Vyhlídková plošina v Oboře, je postavená vyhlídková plošina nebo rozhledna. Nachází se v arboretu a lesoparku Arboretum Bramy Morawskiej v městském lese Las Miejski Obora v městské čtvrti Obora města Racibórz (Ratiboř) v okrese Ratiboř v jižním Polsku. Vyhlídka leží v krajinném parku Park Krajobrazowy Cysterskie Kompozycje Krajobrazowe Rud Wielkich ve Slezském vojvodství v geomorfologickém celku Ratibořská kotlina a v Horním Slezsku.

## Technické parametry
Vyhlídková plošina s rozměry 13,5×6 m byla postavena v roce 2018 v rámci polsko-českého projektu EU a to ve svahu a výhledech nad zahradou s labyrintem Zaczarowany Ogród (Kouzelná zahrada) a vedle aleje vysazených Stromků partnerských měst (Drzewka Miast Partnerskich). Je postavena z oceli a podlaha je ze dřeva. Plošina je uložena na jednoduchém železobetonovém základu a ohrazena průhledným zábradlím s ocelovými sloupky.

## Další informae
Platforma widokowa w Oborze se nachází na mezinárodní slezské turistické trase Stezka rozhleden a vyhlídkových míst v Euroregionu Silesia a dálkové turistické trase Szlak Husarii Polskiej. Místo je v době otvíracích hodin arboreta volně přístupné.

## Galerie

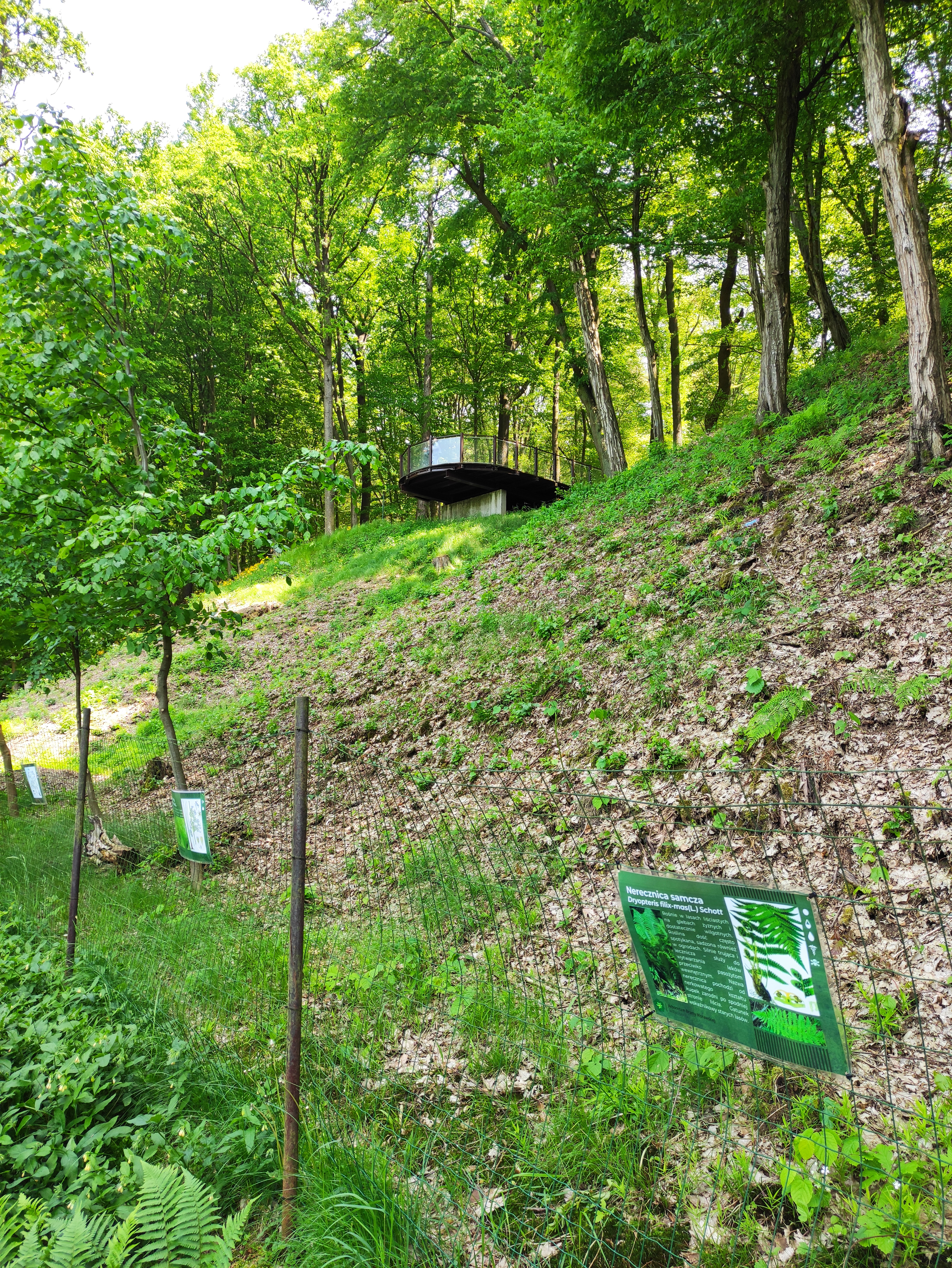
Pohled na vyhlídku z Kouzelné zahrady
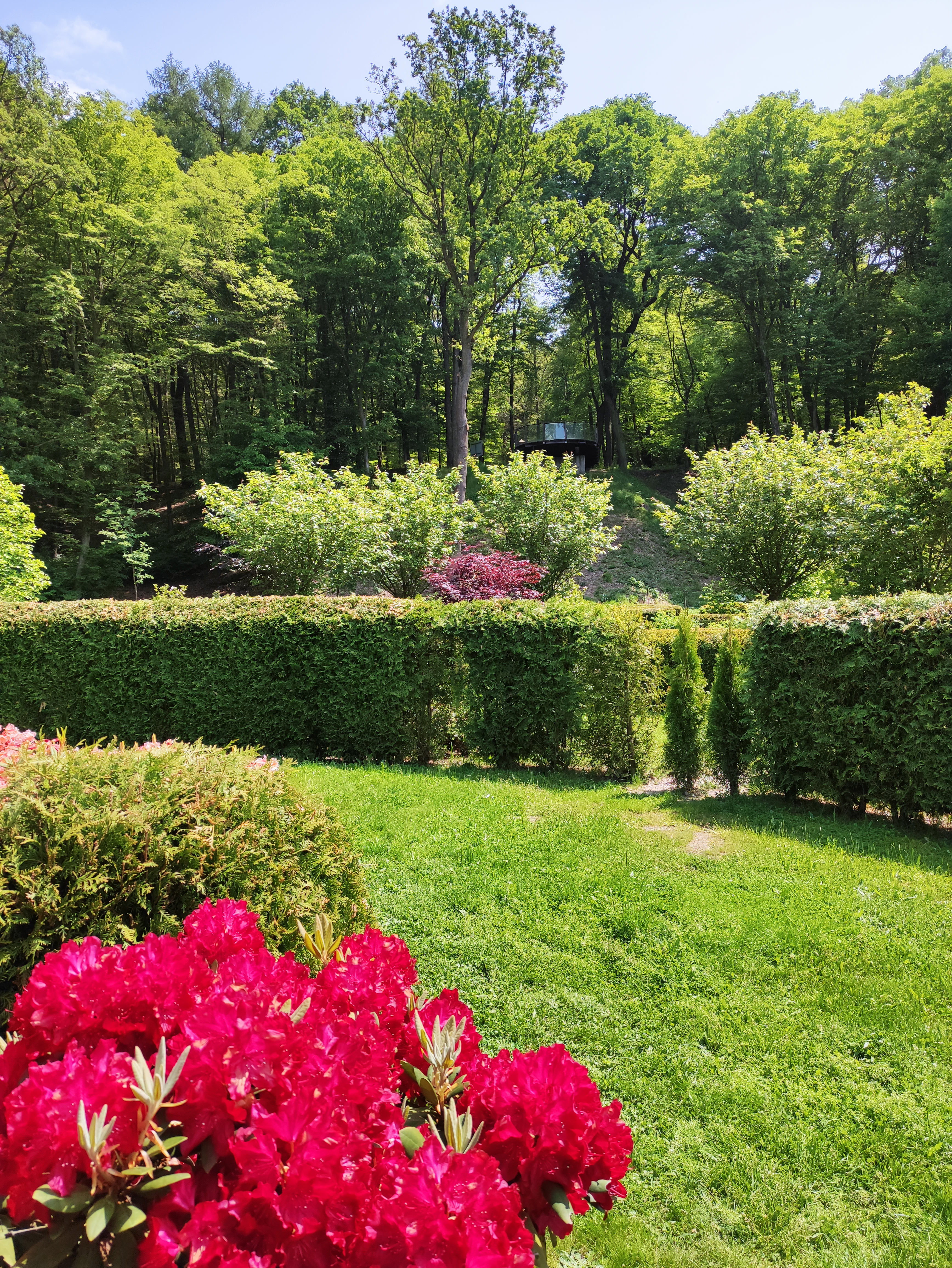
Pohled na vyhlídku z Kouzelné zahrady
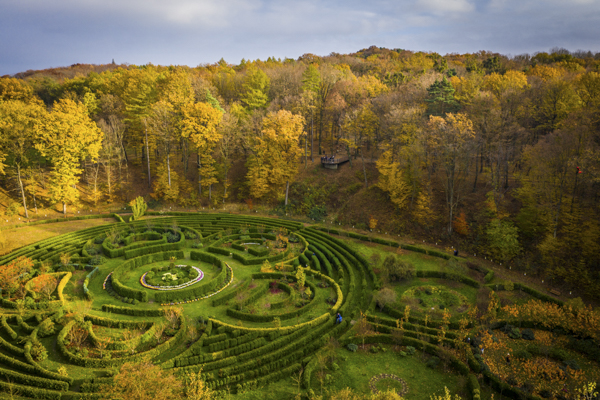
Výhled na Kouzelnou zahradu
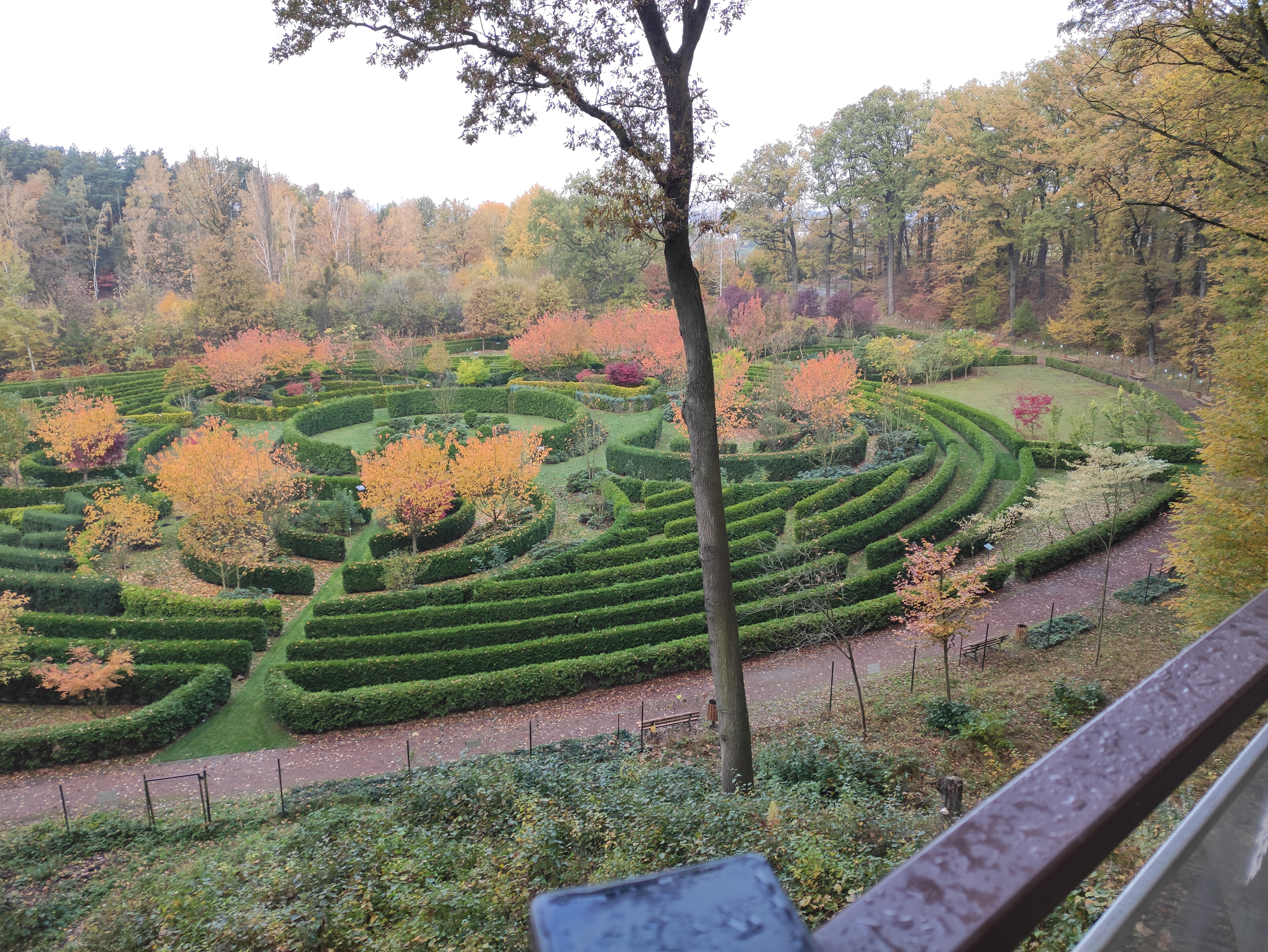
Výhled na Kouzelnou zahradu